# Convallaria Copernicana

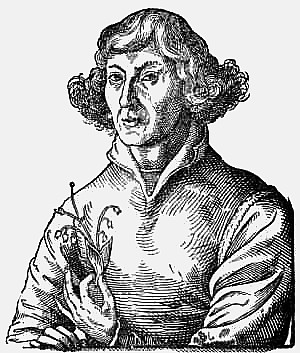
Portret Mikołaja Kopernika z konwalią

Convallaria Copernicana – wyróżnienie przyznawane przez Uniwersytet Mikołaja Kopernika w Toruniu za wybitny wkład naukowy lub szczególne zasługi dla rozwoju uczelni.

## Charakterystyka
Nagroda przyznawana jest przez Senat UMK na wniosek Rady jednego z wydziałów lub kapituły, w skład której wchodzą m.in. byli i obecny rektor Uniwersytetu. Nazwa Convallaria Copernicana (Konwalia Kopernikańska) nawiązuje do konwalii, którą trzyma Mikołaj Kopernik na portretach przedstawiających go jako lekarza.  

## Laureaci
Za: 
| Laureaci                          | Rok nadania |
| --------------------------------- | ----------- |
| prof. Marian Kryszewski           | 2004        |
| prof. Marian Michniewicz          | 2005        |
| prof. Jan Łopuski                 | 2006        |
| prof. Owen Gingerich              | 2010        |
| prof. Jan Kopcewicz               | 2011        |
| ks. bp dr Andrzej Suski           | 2011        |
| prof. Andrzej Jamiołkowski        | 2014        |
| prof. Andrzej Tomczak             | 2015        |
| prof. Anna Balcar-Boroń           | 2016        |
| prof. Stanisław Tadeusz Dembiński | 2016        |
| prof. Waldemar Jędrzejczyk        | 2017        |
| prof. Daniel Simson               | 2018        |
| kanclerz Justyna Morzy            | 2019        |